# Christian Friedrich Kausler
Christian Friedrich Kausler, född 8 maj 1760 i Tübingen, död 5 februari 1825 i Stuttgart, var en tysk matematiker och lärare. Han undervisade främst i matematik och franska.
Kausler har bland annat gjort framgångsrika översättningar av L. Eulers Algebra samt De La Veaux's metodiska franska språklära. År 1802 skrev Kausler ett alternativt bevis för Fermats stora sats för n=4.  

## Biografi
Tidiga källor om Kauslers liv saknas. Före år 1795 finner vi honom som lärare vid Karlsschule i Stuttgart. Under sin tid på skolan blev han framträdande genom sin avhandling om tillverkningen av kaliumkarbonat samt höjdmätning med barometer. I Stuttgart framförde Kausler även sitt utmärkande tal "Ueber die Notwendigkeit, die jungen Leute besser mit der Natur bekannt zu machen" (1787).
Under åren 1797-1805 författade Kausler flera talteoretiska essäer, som är samlade i verket "Nova Acta". Han gav även ut en tyskspråkig översättning av L. Eulers algebra, som fick stort genomslag bland tyska Studenter. År 1803 gav Kausler ut en bok med titeln "Läran om kontinuerliga bråk".